# Minggatu
Cette page contient des caractères spéciaux ou non latins. S’ils s’affichent mal (▯, ?, etc.), consultez la page d’aide Unicode.

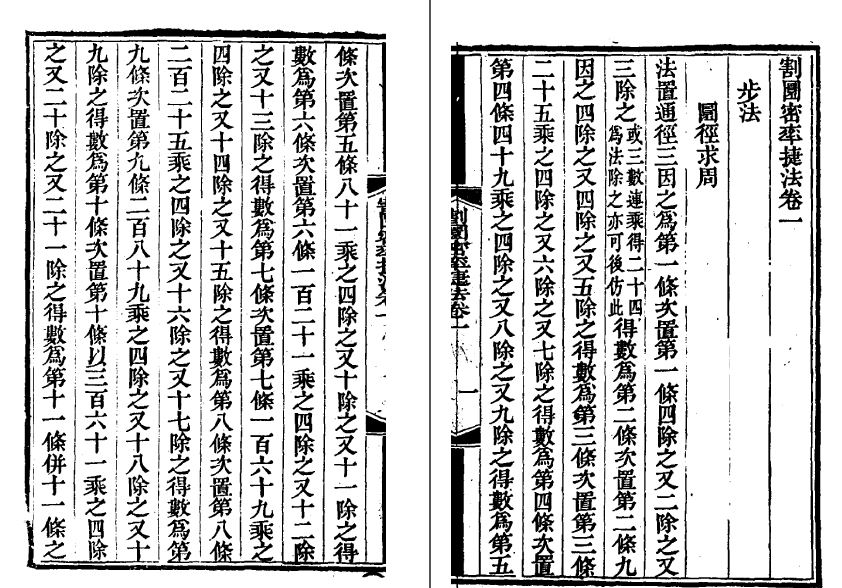
Une page du Geyuan Milu Jiefa.

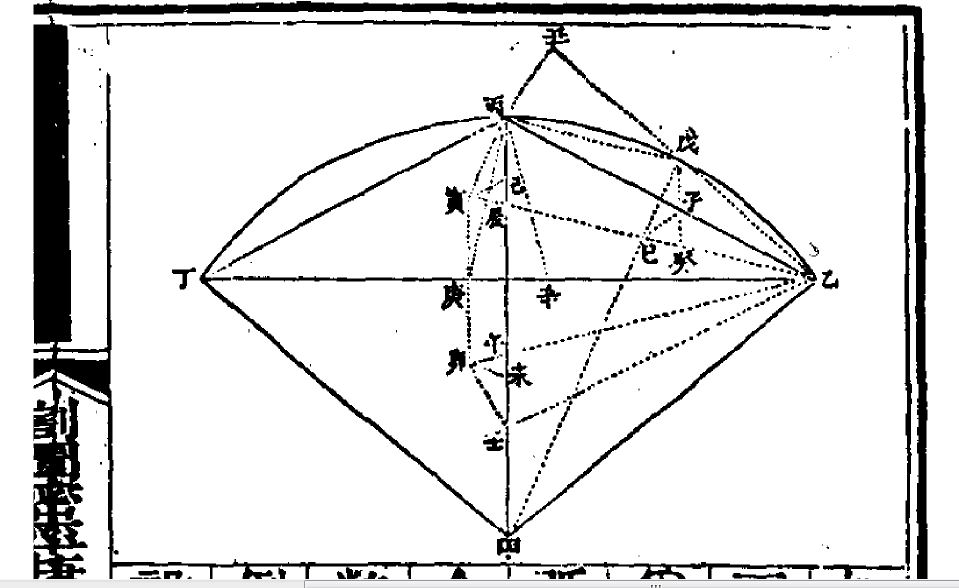
Le modèle géométrique des séries trigonométriques de Minggatu.

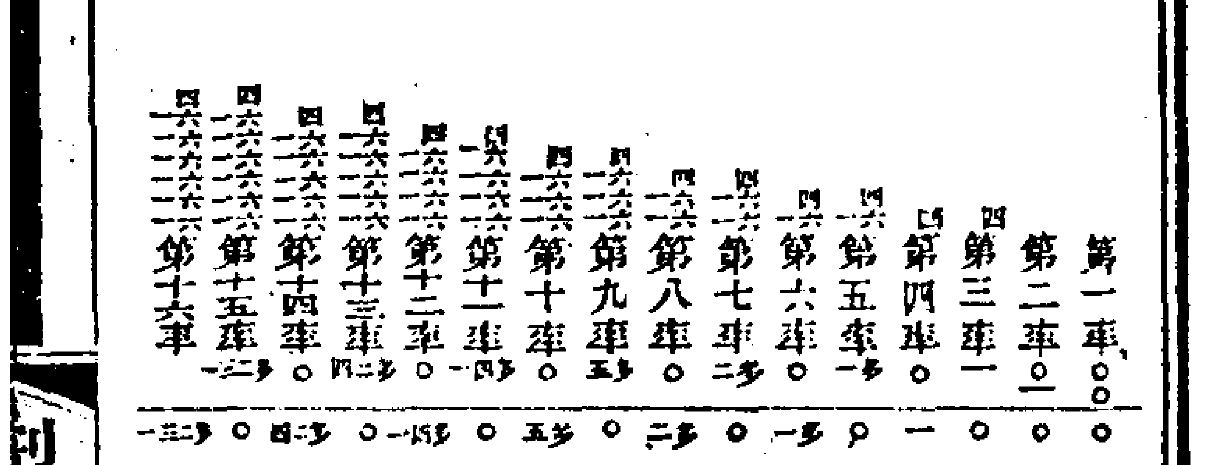
La découverte des nombres de Catalan.

Minggatu, Myangat ou Mingantu (mongol bitchig : ᠮᠢᠩᠭᠠᠲᠦ; chinois : 明安图 ; pinyin : míng ān tú, c.1692 - 1763), nom complet Sharaviin Myangat (mongol : Шаравын Мянгат) est un astronome, mathématicien et  topographe mongol travaillant pour la cour impériale Qing. Son prénom social était Jing An (静安).

## Vie et travaux
Minggatu est né vers 1692 sous la Bannière blanche de l'empire Qing dans la ligue de Xilin Gol, en  Mongolie-Intérieure ; il appartenait au clan Sharaid. Son nom apparait pour la première fois dans des documents chinois officiels en 1713, en tant que shengyuan (étudiant recevant une bourse de l'État) du Bureau astronomique de l'empereur Kangxi. Il y travaille en même temps que des missionnaires jésuites chargés de la réforme du calendrier ; il participe également à la compilation et à la publication de trois importants ouvrages d'astronomie, et à des travaux d'arpentage destinés à déterminer la superficie de l'empire. 
De 1724 à 1759, il est attaché à l'Observatoire Impérial ; il y participe entre autres à la mise au point et à la publication du calendrier,  ainsi qu'à l'étude de la sphère armillaire.
Son œuvre fondatrice, Méthode rapide pour obtenir les divisions exactes d'un cercle (chinois : 割圜密率捷法 ; pinyin : Geyuan Milu Jiefa), achevée après sa mort par son fils Mingshin et par ses élèves, apporte une contribution significative au développement des mathématiques chinoises.
Le premier Mongol à manipuler des développements en séries, il obtient plus de  dix formules nouvelles. Vers 1730, il calcule et utilise  ce qui sera connu par la suite sous le nom de nombres de Catalan,. On trouve dans son ouvrage de nombreuses traces de mathématiques européennes, que les Jésuites lui avaient fait connaître, comme l'utilisation de la formule du binôme ou l'usage des séries et de leurs transformations, telle que le calcul de l'inverse. Le travail de Minggatu est cependant remarquable en ce qu'il obtient des résultats très avancés en n'utilisant que des méthodes algébriques et géométriques, ainsi que des raisonnements par récurrence, mais sans aucune connaissance du calcul différentiel et intégral.
En 1742, il participe à la révision du Recueil d'observations et de calculs astronomiques. En 1756, il fait partie d'une expédition au khanat dzoungar (le Xinjiang actuel), incorporé à l'empire Qing par Qianlong. Ses travaux cartographiques dans cette région permettront  de compléter l'Atlas de l'Empire (le premier atlas de la Chine dressé  à l'aide de méthodes scientifiques).
De 1760 à 1763, peu avant sa mort, il est administrateur du Bureau astronomique impérial.

## Redécouverte
En 1910, le mathématicien japonais Yoshio Mikami signala que Minggatu avait été le premier Chinois à faire des recherches en analyse.
Peter Larcombe, de l'université de Derby, publia 7 articles sur le travail de Minggatu en 1999, mentionnant en particulier l'influence de Pierre Jartoux, un missionnaire jésuite mathématicien et géographe qui avait montré aux Chinois (sans démonstration) quelques séries au début du XVIIIe siècle.
Le 26 mai 2002, la planète mineure (28242) Mingantu fut nommée en son honneur. La cérémonie de nomination eut lieu dans la ville natale de Minggatu en août 2002, rassemblant plus de 500 délégués et 20 000 participants ; elle fut suivie d'une conférence sur les « contributions scientifiques de Ming Antu ». La ville fut renommée « ville Ming Antu » par le gouvernement chinois.